# Trachypepla
Trachypepla is een geslacht van vlinders van de familie sikkelmotten (Oecophoridae), uit de onderfamilie Oecophorinae.

## Soorten
- T. amorbas Meyrick, 1911
- T. amphileuca Meyrick, 1914
- T. anastrella Meyrick, 1884
- T. aspidephora Meyrick, 1884
- T. atrispersa Turner, 1916
- T. capsellata (Meyrick, 1913)
- T. conspicuella (Walker, 1864)
- T. contritella (Walker, 1864)
- T. cyphonias Meyrick, 1927
- T. charierga Meyrick, 1889
- T. chloratma Meyrick, 1916
- T. dasylopha Lower, 1920
- T. diplospila Turner, 1935
- T. eumenopa Meyrick, 1926
- T. euryleucota Meyrick, 1883
- T. falsiloqua Meyrick, 1932
- T. festiva Philpott, 1930
- T. galaxias Meyrick, 1884
- T. glebifera Turner, 1927
- T. haemalea Turner, 1916
- T. hemicarpa Meyrick, 1887
- T. hieropis Meyrick, 1892
- T. importuna Meyrick, 1914

- T. indolescens Meyrick, 1927
- T. ingenua Meyrick, 1911
- T. lasiocephala Lower, 1916
- T. leucoplanetis Meyrick, 1884
- T. lichenodes Meyrick, 1884
- T. melanoptila Meyrick, 1883
- T. metallifera Philpott, 1928
- T. minuta Philpott, 1931
- T. nimbosa Philpott, 1930
- T. ocneropis Meyrick, 1936
- T. peplasmena Turner, 1935
- T. phaeolopha Turner, 1935
- T. photinella (Meyrick, 1883)
- T. picimacula Turner, 1935
- T. picromorpha Meyrick, 1928
- T. poliochroa (Turner, 1898)
- T. polyleuca Meyrick, 1931
- T. protochlora Meyrick, 1884
- T. roseata Philpott, 1923
- T. semilauta Philpott, 1918
- T. spartodeta Meyrick, 1884
- T. stenota (Meyrick, 1889)
- T. vinaria Meyrick, 1914